# Astrid Lulling
Pour les articles homonymes, voir Lulling.
Astrid Lulling, née le 11 juin 1929 à Schifflange, est une femme politique luxembourgeoise, membre du Parti populaire chrétien-social (CSV).

## Biographie
Membre du Parti ouvrier socialiste luxembourgeois qui l'exclut en 1971, elle rejoint par la suite le Parti social-démocrate, puis le Parti populaire chrétien-social.
Membre de la Chambre des députés de 1965 à 1989, elle y a préside le groupe du Parti social-démocrate de 1974 à 1979. Entrée au Parlement européen pour la première fois en 1965, elle est alors l'une des deux seules femmes parmi les 142 députés, et conserve son siège jusqu'en 1974.
Elle est bourgmestre de Schifflange de 1970 à 1985 et siège au conseil communal jusqu'en 2000.
Élue au Parlement européen en 1989, elle siège sans interruption jusqu'en 2014. Réélue en 1994, 1999, 2004 et de nouveau aux élections européennes de 2009, ce qui lui vaut par ailleurs d'être la doyenne du Parlement. Elle est questrice de 2004 à 2014 et membre du bureau de 2009 à 2014. Au cours de la 7e législature, elle siège au sein du groupe du Parti populaire européen, dont elle est membre du bureau depuis le 25 février 2010. Elle est membre de la commission des droits de la femme et de l'égalité des genres et de la commission des affaires économiques et monétaires.

## Décorations
- Commandeur de l'ordre du Mérite de la République italienne
- Grand officier de l'ordre de Mérite du grand-duché de Luxembourg
- Grand officier de l'ordre de la Couronne de chêne[4] (promotion 1996)
- Officier de l'ordre national de la Légion d'honneur de la République française